# Столтенберг, Йенс

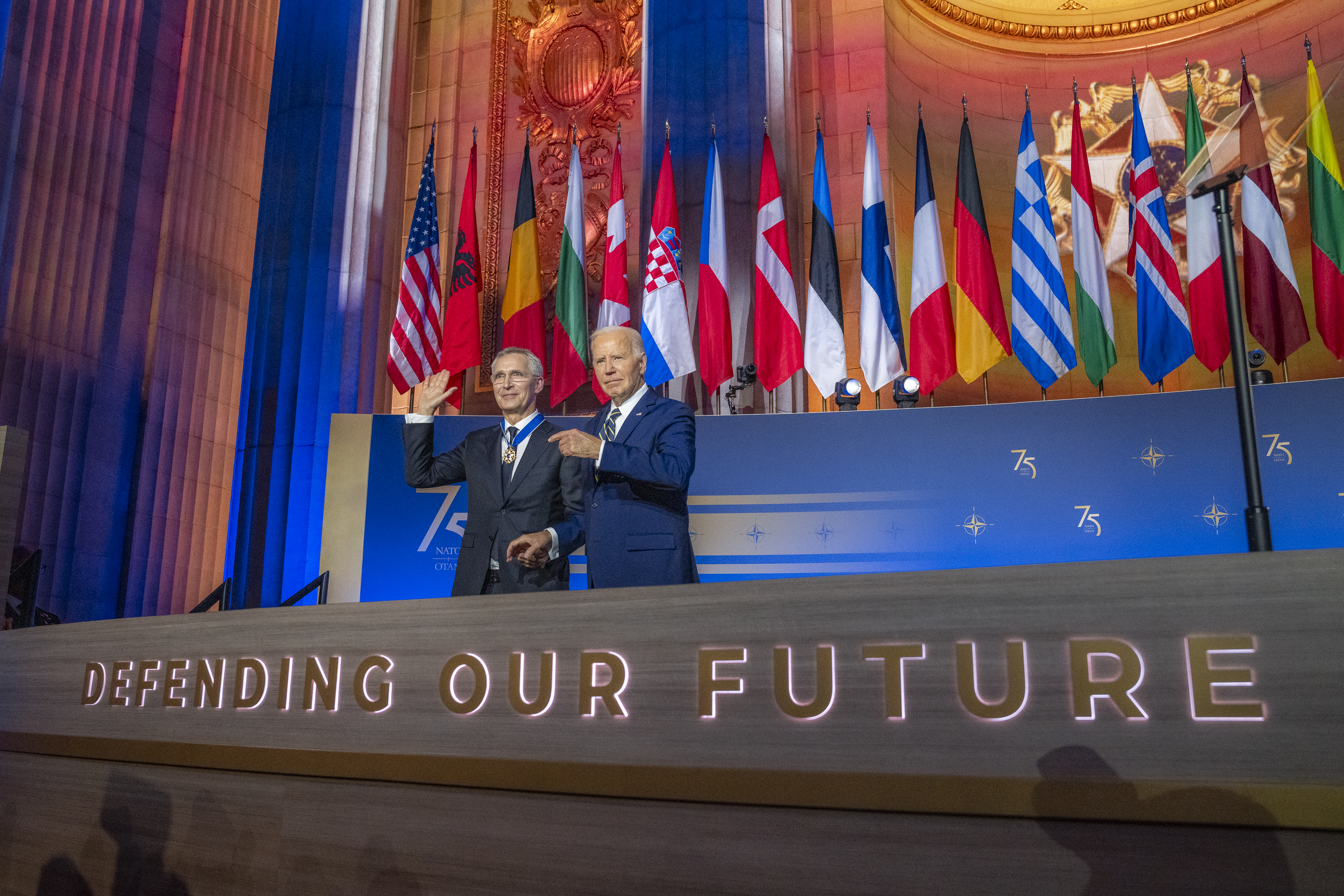
Вручение Президентской медали Свободы, Вашингтон, 9 июля 2024

Йенс Сто́лтенберг (норв. Jens Stoltenberg; род. 16 марта 1959, Осло, Норвегия) — норвежский государственный и политический деятель. Лидер Рабочей партии (2002—2014). Министр финансов Норвегии в 1996—1997 годах и с 4 февраля 2025 года. В прошлом — премьер-министр Норвегии (2000—2001 и 2005—2013), генеральный секретарь НАТО (2014—2024). С 16 февраля 2025 года — председатель Мюнхенской конференции по безопасности.

## Ранние годы
Происходит из семьи, известной в норвежской политике. Его отец Торвальд Столтенберг занимал посты министра обороны и министра иностранных дел Норвегии. В раннем детстве (1960—1963) жил в Югославии, где был послом его отец. Под влиянием старшей сестры Камиллы, в то время активистки «Красной молодёжи» (организации марксистско-ленинской Рабочей коммунистической партии), участвовал в демонстрациях против войны США во Вьетнаме. Учился в Осло в вальдорфской школе (Rudolf-Steiner-Schule) и кафедральной школе (Katedralskole). В 1987 году окончил экономический факультет Университета Осло.

## Политическая карьера
Начал свою карьеру как журналист в тогда влиятельной газете «Arbeiderbladet», являвшейся официальным рупором норвежских левых. Возглавлял молодёжное крыло Норвежской рабочей партии в 1985—1989 годах. В конце 1980-х — начале 1990-х годов находился в разработке КГБ СССР под псевдонимом «агент Стеклов». Однако отказался сотрудничать и сообщил полиции о своих контактах. Министр торговли и энергетики в 1993—1996 годах в правительстве Гру Харлем Брунтланн. Министр финансов в 1996—1997 годах в правительстве Турбьёрна Ягланда.
При перестановках 4 февраля 2025 года в правительстве под руководством Йонаса Гара Стёре назначен министром финансов.
С 16 февраля 2025 года — председатель Мюнхенской конференции по безопасности.

## Премьер-министр

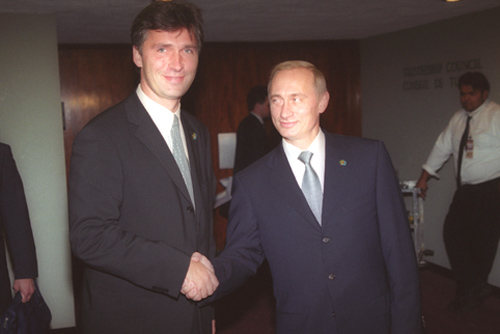
На встрече глав правительств, посвящённой началу нового тысячелетия, Нью-Йорк, 2000 год

В марте 2000 года возглавил правительство страны. Кабинет просуществовал немногим более года. На очередных парламентских выборах 10 сентября 2001 года Норвежская рабочая партия получила один из своих самых худших результатов за всю историю, набрав лишь 24 % голосов избирателей.
В условиях внутрипартийного кризиса сменил Турбьёрна Ягланда на посту председателя партии и возглавил Норвежскую рабочую партию в 2002 году. Смог привести её к победе на парламентских выборах. По результатам парламентских выборов 12 сентября 2005 года Норвежская партия смогла сформировать правящую коалицию с центристами и Социалистической левой партией. 17 октября 2005 года правительство под руководством Йенса Столтенберга приступило к работе.
По результатам парламентских выборов, прошедших 13 сентября 2009 года, Норвежская рабочая партия, вместе со своими союзниками по коалиции, смогла получить незначительное большинство мест в парламенте, что дало возможность Йенсу Столтенбергу вновь сформировать правительство. 20 октября 2009 года Столтенберг представил новый состав кабинета министров страны. Одно из главных отличий нового состава правительства от прежнего — наличие полного гендерного равенства: среди министров — десять мужчин и десять женщин.

## Генеральный секретарь НАТО
28 марта 2014 года Совет НАТО назначил Столтенберга преемником Андерса Расмуссена на посту Генерального секретаря НАТО и председателя Совета НАТО (с вступлением в должность 1 октября 2014). Столтенберг стал первым норвежцем на посту главы альянса. Инициатива его выдвижения принадлежала канцлеру Германии Ангеле Меркель. Перед выдвижением кандидатуры Меркель заручилась поддержкой США и Великобритании, а затем и других членов альянса. Он вступил в должность 1 октября 2014 года.
После избрания Генеральным секретарём НАТО Столтенберг подчеркнул необходимость наращивания военной мощи альянса, включая ядерное оружие, для сдерживания России от попыток нарушения международных законов и угроз в отношении стран — членов НАТО. Подчеркнул важность соблюдения пятой статьи устава НАТО, предусматривающей совместную оборону, и, в особенности, указал на необходимость защиты восточных стран — членов НАТО и что размещённое в Германии ОМП может быть перенесено в другие страны Европы, в том числе находящиеся восточнее Германии.

### Позиция в отношении России
По мнению комментаторов, наиболее важным направлением в работе Столтенберга на посту Генсека НАТО будет политика в отношении России при президенте Путине. Столтенберг резко критиковал российскую внешнюю политику ещё до назначения на пост генсека. Так, 25 марта 2014 года в речи на конференции Норвежской рабочей партии он заявил, что Россия угрожает безопасности и стабильности в Европе. После того, как он был выбран генсеком НАТО, Столтенберг указал, что аннексия Крыма была первым таким случаем после Второй мировой войны и охарактеризовал её как «жестокое напоминание о важности НАТО».

## Награды

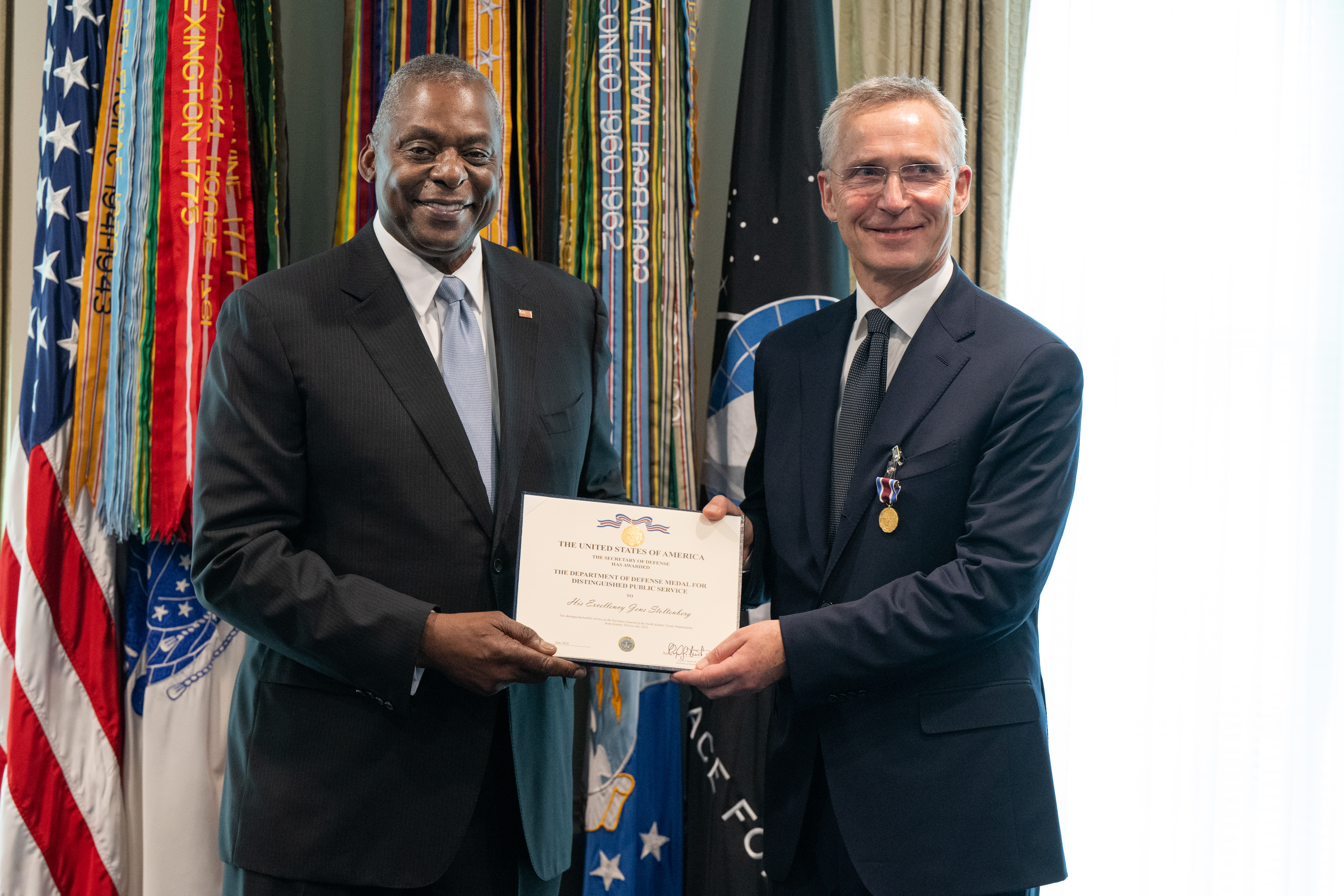
Медаль Пентагона за выдающиеся заслуги перед обществом (июль 2024)

- Памятная медаль Серебряного юбилея короля Харальда V (2016 год, Норвегия)[17].
- Орден Республики Черногория (2017 год, Черногория)[18].
- Орден Креста земли Марии I степени (29 января 2019 года, Эстония)[19].
- Кавалер Большого креста ордена Витаутаса Великого (14 февраля 2019 года, Литва)[20].
- Кавалер Большого креста ордена Креста Витиса (23 июня 2023 года, Литва)[21].
- Орден князя Ярослава Мудрого I степени (4 сентября 2023 года, Украина) — за весомый личный вклад в укрепление межгосударственного сотрудничества, поддержку государственного суверенитета и территориальной целостности Украины, популяризацию Украинского государства в мире[22].
- Кавалер Большого креста ордена Леопольда I (19 апреля 2024 года, Бельгия)[23].
- Кавалер Большого креста ордена Трёх звёзд (20 мая 2024 года, Латвия)[24].
- Орден Томаша Гаррига Масарика 3 степени (30 мая 2024 года, Чехия)[25].
- Кавалер Большого креста ордена Заслуг перед Республикой Польша (11 июня 2024 года, Польша)[26].
- Президентская медаль Свободы (9 июля 2024 года, США)[27].
- Кавалер Большого креста ордена Изабеллы Католической (30 июля 2024 года, Испания)[28].
- Кавалер Большого креста ордена Оранских-Нассау (25 сентября 2024 года, Нидерланды)[29].
- Медаль Балтийской ассамблеи (17 октября 2024 года)[30].
- Кавалер Большого креста ордена «За заслуги перед Федеративной Республикой Германия» (22 октября 2024 года, Германия)[31].
- Кавалер Большого креста ордена Полярной звезды (22 октября 2024 года, Швеция)[32].
- Крест «За заслуги» I класса (26 ноября 2024 года, Министерство иностранных дел Эстонии)[33].
- Орден Восходящего солнца I степени (2025 год, Япония)[34].